# Thibaut Bernard
Pour les articles homonymes, voir Bernard (patronyme).
Thibaut Bernard, né le 15 janvier 2003, est un coureur cycliste belge. 

## Biographie
Thibault Bernard est originaire de Wallonie. Bon rouleur, il participe à des compétitions sur route et sur piste. Il finit notamment huitième du Chrono des Nations Juniors, neuvième du Keizer der Juniores ou encore douzième de La Bernaudeau Junior en 2021. 
En 2022, il intègre la réserve de la formation Bingoal Pauwels Sauces WB. Sur piste, il devient champion de Belgique de poursuite. Il représente également la Belgique aux championnats d'Europe et aux championnats du monde, chez les élites. La même année, il participe aux championnats d'Europe espoirs, où il décroche la médaille d'argent dans la poursuite par équipes. 
Lors de la saison 2023, il est de nouveau sélectionné en équipe nationale sur piste. Spécialisé dans la poursuite par équipes, il termine cinquième du championnat d'Europe et neuvième du championnat du monde. En 2024, il se classe deuxième de la poursuite par équipes à Milton, dans le cadre de la Coupe des Nations,. Il se distingue par ailleurs aux championnats d'Europe espoirs en terminant deuxième de la poursuite par équipes, mais aussi troisième de la poursuite individuelle et de la course aux points. Sur route, il finit troisième du contre-la-montre du Tour du Brabant flamand et dixième de l'étape inaugurale de la Ronde de l'Oise.

## Palmarès sur piste

### Coupe des Nations
- 2024
  - 2e de la poursuite par équipes à Milton

### Championnats d'Europe
| Édition / Épreuve      | Poursuite par équipes | Poursuite individuelle | Course aux points | Américaine |
| Anadia 2022 (espoirs)  | Argent                |                        |                   |            |
| Anadia 2023 (espoirs)  | Bronze                |                        |                   |            |
| Cottbus 2024 (espoirs) | Argent                | Bronze                 | Bronze            |            |
| Anadia 2025 (espoirs)  |                       |                        |                   | Or         |

### Championnats nationaux
- 2022
  -  Champion de Belgique de poursuite
- 2023
  - 3e du kilomètre
- 2024
  -  Champion de Belgique du scratch
  -  Champion de Belgique de course à élimination

## Palmarès sur route
- 2022
  - 2e du Mémorial Igor Decraene